# Kuchela

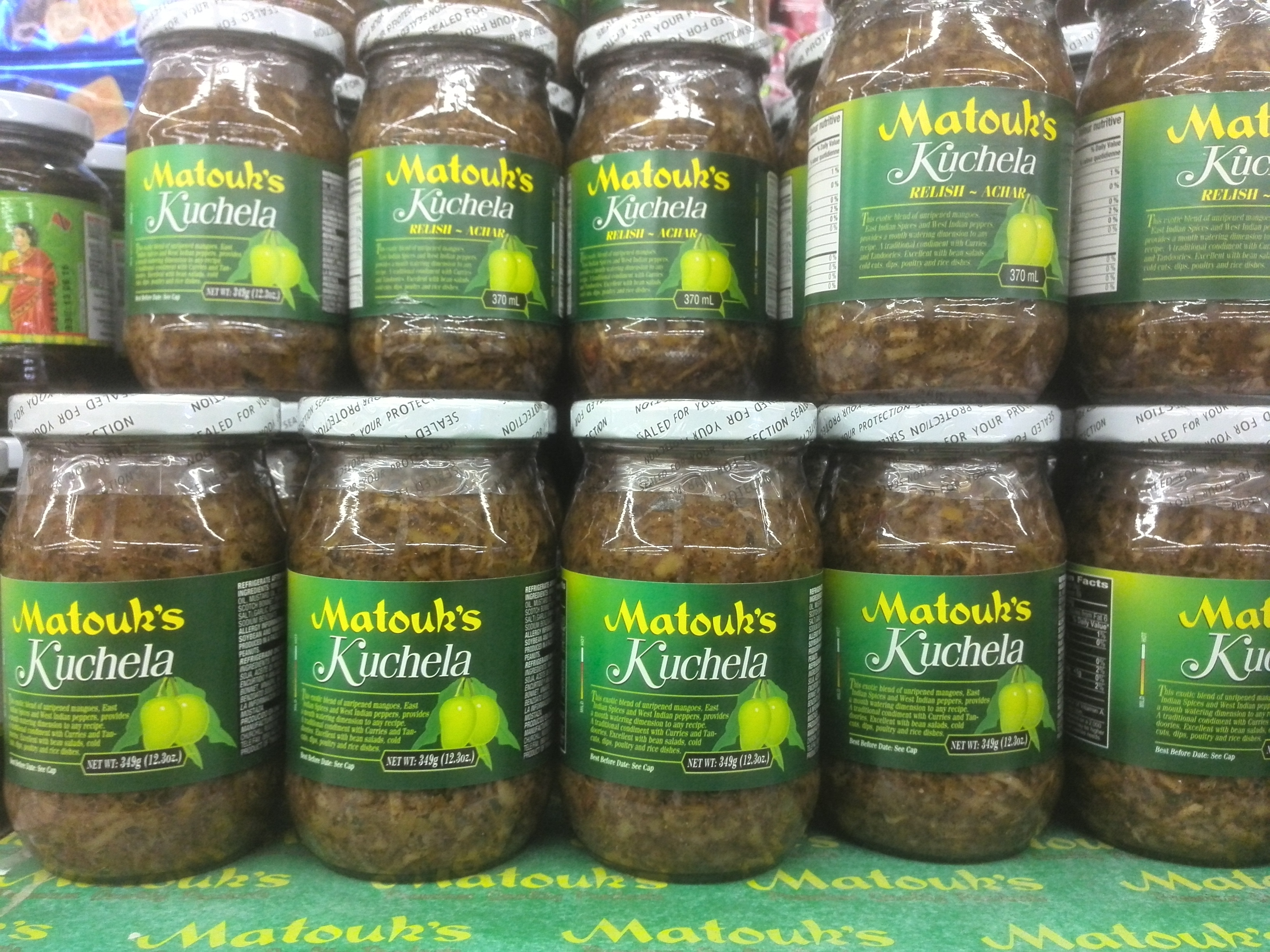
Kuchela im Supermarkt

Kuchela (auch: Kucheela, seltener Kuchila) ist ein scharfes Relish der trinidianischen Küche.

## Beschreibung
Hauptbestandteil des Kuchela ist das Fruchtfleisch unreifer Mangos, das geraspelt und möglichst gründlich entsaftet (ggf. durch Trocknen) und anschließend mit Amchar Masala sowie diversen Gewürzen vermengt wird. Amchar Masala ist eine Gewürzmischung aus Koriander, Kreuzkümmel, Fenchel, Bockshornklee, Senfsamen und schwarzem Pfeffer. Die Schärfe wird durch Zugabe der in der trinidianischen Küche häufig verwendeten Scotch Bonnets oder "Congo Peppers" (Habaneros) oder durch fertige Chilisaucen erreicht. Gewürzt wird das Relish mit Salz, Zucker und Knoblauch, mitunter wird noch Essig hinzugegeben. Durch Zugabe von Öl, meist Senföl, wird die Konsistenz dem persönlichen Geschmack angepasst. Kuchela wird als Relish vielseitig eingesetzt; traditionell wird es zu Currys gereicht, insbesondere zu Pelau, einem Eintopf mit karamelisiertem Fleisch und Reis, und als Topping auf Doubles gegeben.

## Herkunft
Kuchela geht, ebenso wie die Gewürzmischung Amchar Masala, auf indische Ursprünge zurück. Knapp 40 % der Bevölkerung Trinidads sind indischstämmig; ihre Vorfahren brachten Mitte des 19. Jahrhunderts die Rezepte ihrer Heimatprovinzen mit, die an örtliche Gegebenheiten angepasst und weiterentwickelt wurden. Mittlerweile sind sowohl Kuchela als auch Amchar Masala abgepackt in trinidianischen Supermärkten erhältlich. In der auf Grund der räumlichen Nähe und des gemeinsamen britischen Erbes ähnlichen Küche Guyanas ist ein ähnliches Relish unter dem Namen „Mango Achar“ bekannt.